# Sérgio Manoel
Pour le footballeur brésilien né en 1989, voir Sérgio Manoel (football, 1989).
Sérgio Manoel est un footballeur brésilien né le 2 mars 1972 évoluant au Miami United FC.